# Zayyaniderna

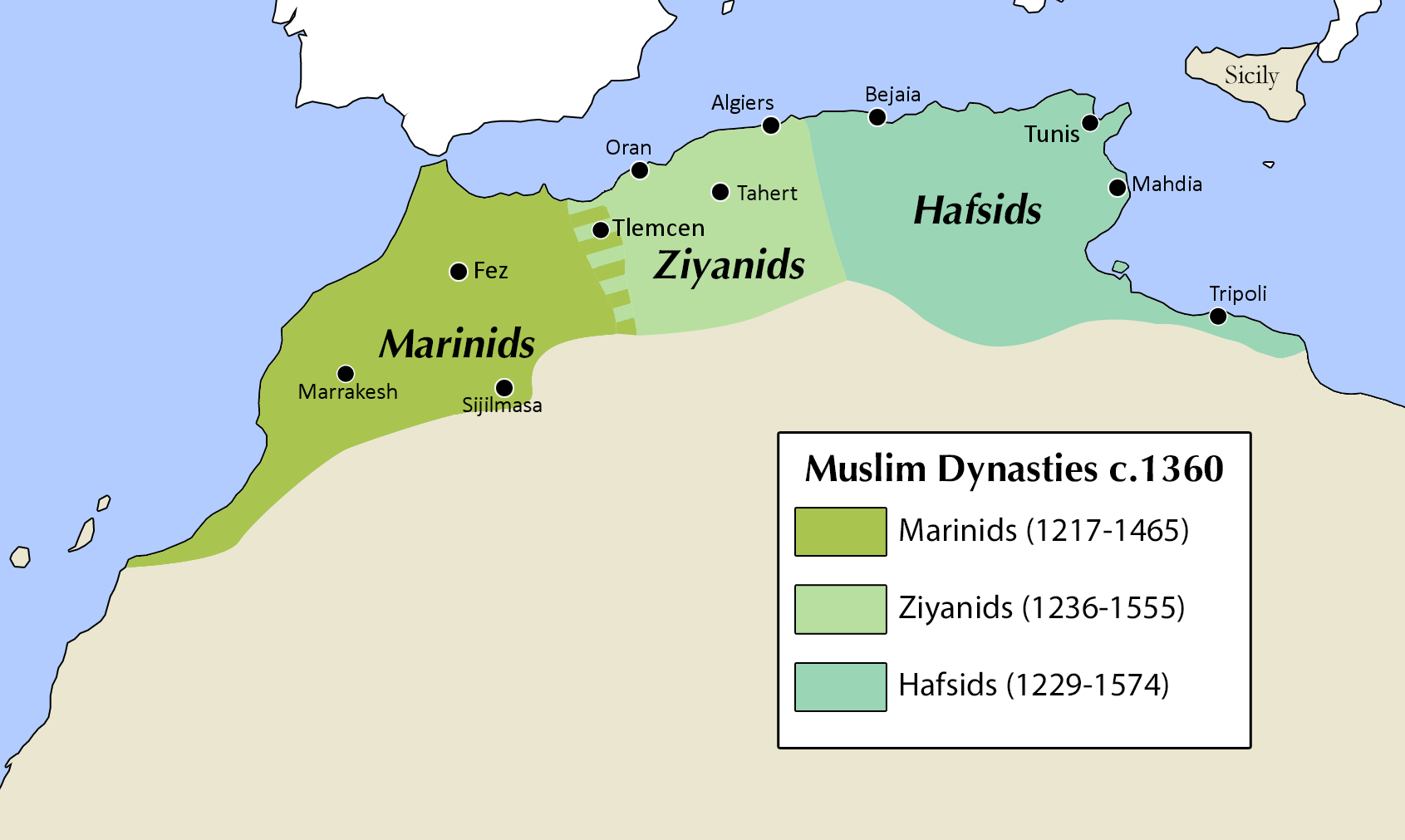
Mariniderna, Zayyaniderna och Hafsiderna cirka 1360.

Zayyaniderna var en sunnimuslimsk berbisk dynasti som regerade kungariket Tlemcen i nuvarande Algeriet mellan 1235 och 1557. 
De var en av de stater som efterträdde Almohaderna (1121–1269) och besegrades av Osmanska riket 1557, som gjorde Algeriet till en osmansk provins.  